# Darevskia lindholmi
Espèce
Synonymes
- Lacerta saxicola lindholmi Lantz & Cyrén, 1936

Darevskia lindholmi est une espèce de sauriens de la famille des Lacertidae.

## Distribution
Cette espèce est endémique de Crimée en Ukraine.

## Étymologie
Cette espèce est nommée en l'honneur de Wilhelm Adolf Lindholm (1874-1935).

## Publication originale
- Lantz & Cyrén, 1936 : Contribution à la connaissance de Lacerta saxicola Eversmann. Bulletin de la Société zoologique de France (Paris), vol. 61, p. 159-181.